# ’Cuz I Can (песма)
’Cuz I Can је седми сингл америчке певачице Пинк са четвртог албума I'm Not Dead из 2006. године. У песми Пинк говори о свом ексцентричном понашању.

## Пријем
Песма је промовисана као радио сингл у Аустралији и Новом Зеланду где је ушла у топ 10.

## Музички спот
С обзиром да је у време издавања песме Пинк била на турнеји, као промотивни спот искоришћен је уживо наступ са турнеје за „I'm Not Dead“ албум.

## Топ листе
| Година | Земља       | Врх |
| ------ | ----------- | --- |
| 2007.  | Аустралија  | 2   |
| 2007.  | Нови Зеланд | 9   |
| 2007.  | Русија      | 46  |